# 三時估計法
三時估計法是企業管理；尤其專案管理常見的評估分析作業方法及技術。分列樂觀、最有可能及悲觀等情境造成的工期及成本(期望時間)，以達到專案管理的精確性。而期望時間通常公式為(樂觀+悲觀+4*最有可能時間)/6

此方法尤常見於成本變數過多時。